# Горелинка
Горелинка — хутор в Прохоровском районе Белгородской области. Входит в состав Призначенского сельского поселения.

## География
Находится в северной части Белгородской области, в лесостепной зоне, в пределах юго-западного склона Среднерусской возвышенности, к югу от автодороги М2, на расстоянии примерно 15 километров (по прямой) к востоку-юго-востоку от Прохоровки, административного центра района. Абсолютная высота — 235 метров над уровнем моря.

## История
Свои историю хутор Горелинка начал со времен НЭПа и столыпинской реформы, а именно в 1911-1913 и 1923–1925 годах на территории района было отведено место под образование новых населенных пунктов по указанным реформам. Об этом в своих работах упоминает белгородский краевед А. Г. Бобов. Однако, в работах М.Я. Стрельникова «Память о земле предков» говорится, что время основания хутора Горелинка середина XIX века. Населен он был переселенцами из села Домановки. Первоначально хутор назывался Середняя, так же как и одна и балок, расположенная в северном направлении от села Домановка. 
Свое название хутор получил от места его основания - он был основан рядом с выгоревшим участком леса.
Одним из главных видов деятельности на хуторе до коллективизации было пчеловодство. В частной собственности было порядка 9 пасек. Первый колхоз был организован на хуторе лишь в 1934 году - «2-я пятилетка», просуществовавший до 1950 года, затем объединен с  колхозом «7-е Ноября» (с. Боброво). .
1950–1960-е годы - хутор входит в Призначенский сельсовет, а с  1971 года – в Подолешенский сельский Совет.
1960 год - строится птицеферма.

### Климат
Климат характеризуется как умеренно континентальный, с относительно мягкой зимой и тёплым продолжительным летом. Среднегодовая температура воздуха — 5,4 °C. Средняя температура воздуха самого холодного месяца (января) — −9,2 °C; самого тёплого месяца (июля) — 16,4 — 24,3 °C. Безморозный период длится в среднем 155—160 дней. Годовое количество атмосферных осадков — 527—595 мм, из которых большая часть выпадает в тёплый период.

### Часовой пояс
Хутор Горелинка как и вся Белгородская область, находится в часовой зоне МСК (московское время). Смещение применяемого времени относительно UTC составляет +3:00.

## Население
| 2002 | 2010 |
| ---- | ---- |
| 0    | ↗1   |

### Половой состав
По данным Всероссийской переписи населения 2010 года в гендерной структуре населения мужчины составляли 100 %.

### Национальный состав
Согласно результатам переписи 2002 года в деревне проживал один житель русской национальности.